# Carl Gramm
Carl Gramm, auch Karl Gramm (geboren 1855; gestorben 27. März 1927) war ein österreichischer Komponist von Arbeiterliedern.

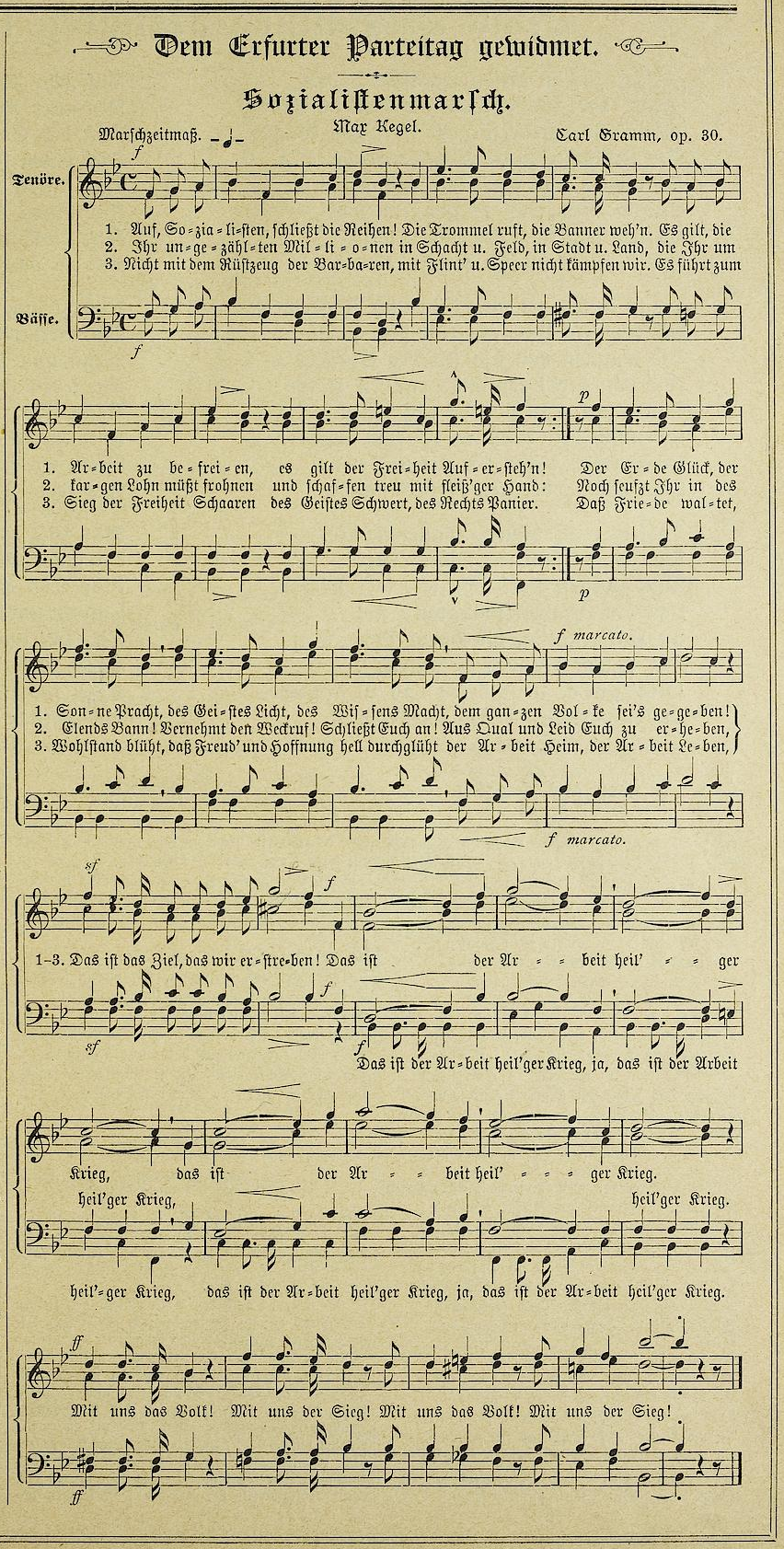
Sozialistenmarsch für den Erfurter SPD-Parteitag 1891, Text von Max Kegel

Von Carl Gramm, über dessen Lebensweg bisher wenig bekannt ist, stammt der für den Erfurter Parteitag 1891 komponierte Sozialistenmarsch. Bekannt sind seine Kompositionen aus der Reihe „Der Freie Sänger. Lieder für vierstimmigen Männerchor“, darunter „Frühlinglied“ von Fritz Treugold, „Die Männer der Arbeit“ von Jacob Audorf, „Bundeslied“ von Georg Herwegh, „Meine Blume und mein Stern“ von Fritz Treugold, „Singe Liebchen!“ von Fritz Treugold, „Hoch!“, „Im Mai“ von Gregor und „Grüß Gott, ihr Blümlein alle!“ von Fritz Treugold, „Abendlied“ von Fritz Treugold, „Bundeslied der Metallarbeiter“ von Jacob Audorf, „Sängergruß“ und, „Den Krug zur Hand!“ von Fritz Treugold und „Wahre Weisheit“ von Ludwig Woltmann und „Hoch!“,
Nach ihm wurde 1929 in Wien-Floridsdorf die Karl-Gramm-Gasse benannt.

## Herausgeber
- Der Freie Sänger. Lieder für vierstimmigen Männerchor. Hrsg. von Carl Gramm. Erste Serie. Partiturausgabe. Heft 1 bis 60. J. H. W. Dietz Verlag Nachfl., Stuttgart 1890–1892.[14] Inhaltsverzeichnis
  - Der Freie Sänger. Lieder für vierstimmigen Männerchor. Hrsg. von Carl Gramm. Zweite Serie. Pattitur- und Stimmenausgabe. Heft 61 bis 71. J. H. W. Dietz Verlag Nachfl., Stuttgart 1891–1893.[15]
  - Der Freie Sänger. Lieder für vierstimmigen Männerchor. Hrsg. von Carl Gramm. 71 Hefte. J. H. W. Dietz, Stuttgart 1919.
- Der freie Sänger. Eine Sammlung sozialdemokratischer Lieder und Deklamationen. 22., verb. Aufl. New York 1899.

### Einzeldrucke
- Liederhain für Kinder. 25 leichte ein- und zweistimmige Lieder mit leichte Clavierbegleitung, sowie 6 zweistimmige Canons. Op. 20. Hamburg & Kiel 1885.
- Winterlied. Gedicht von Ludwig Hinterding. Lied für eine Singstimme mit Begleitung des Pianoforte. Op. 7. A. C. Lehmann, Hamburg 1888.
- Neue Kriegslieder. Für Piano oder Gesang mit Pianobegleitung. Op. 42. Dombrowsky, Hamburg o. J.
- Sozialistenmarsch. Für Männerchor. Op. 30. Deutscher Arbeitersängerbund, Berlin 1910. (Gramm, Carl [Komponist]; Kegel, Max; Kahn, Robert [Komponist])
- Weihnachts-Album für Violine. Hansa-Album 21. Domkowsky & Co, Leipzig 1920.